# BearCity 2: The Proposal
BearCity 2: The Proposal (tj. BearCity 2: Žádost o ruku) je americký hraný film z roku 2012, který režíroval Doug Langway podle vlastního scénáře. Jedná se o sequel filmu BearCity, který zachycuje stejné postavy po dvou letech. Snímek měl světovou premiéru na Los Angeles Gay and Lesbian Film Festivalu 20. července 2012.

## Děj
Tyler a Roger spolu žijí již dva roky. Roger jednoho dne Tylera překvapí, když mu nabídne sňatek. Tylerovi se to zdá unáhlené, ale nakonec přesto svolí. Roger chce mít svatbu v Provincetownu, kam se společně i se všemi přáteli vypraví na víkend. Přijedou rovněž Tylerovi rodiče a všichni bydlí v domě u Brentovy matky Rose. Tyler a Roger zde mají rozlučku se svobodou, svatební den však dopadne jinak, než si představovali.

## Obsazení
| Joe Conti         | Tyler    |
| Ashlie Atkinson   | Amy      |
| Stephen Guarino   | Brent    |
| Brian Keane       | Fred     |
| Gerald McCullouch | Roger    |
| Alex Di Dio       | Simon    |
| Jason Stuart      | Scott    |
| Richard Riehle    | Gabe     |
| Kathy Najimy      | Rose     |
| James Martinez    | Carlos   |
| Tim Hooper        | Jay      |
| Will Bethencourt  | Jack     |
| Paul Romero       | Pat      |
| Kevin Smith       | sám sebe |